# Frank Chacksfield
Francis Charles „Frank“ Chacksfield (* 9. Mai 1914 in Battle, England; † 9. Juni 1995 in Kent) war ein britischer Pianist, Organist, Komponist und Dirigent im Bereich der Unterhaltungsmusik. Mit Mantovani gehörte er zu den Vertretern des Easy Listening und hatte damit große Erfolge in Großbritannien und international in den 1950er und frühen 1960er Jahren.

## Leben
Frank Chacksfield wuchs in Battle, East Sussex, auf und lernte als Kind Klavier und Orgel. 14-jährig trat er erstmals öffentlich bei Hastings Music Festival auf.  Nach kurzer Berufstätigkeit in einer Anwaltskanzlei entschied er sich für den Musikberuf, wurde stellvertretender Organist der Kirche von Salehurst und leitete in den 1930er Jahren eine kleine Band bei Tonbridge in Kent. Zu Beginn des Zweiten Weltkriegs kam er zum Royal Corps of Signals, wirkte als Pianist beim Rundfunk mit und bei der ENSA in Salisbury.
Nach dem Krieg arbeitete er als Arrangeur und Dirigent bei der BBC unter anderem mit Henry Hall und Geraldo zusammen. 1951 gründete er das Orchester Frank Chacksfield’s Tunesmiths. Anfang 1953 hatte er bei Parlophone seinen ersten Top-Ten-Hit „Little Red Monkey“, bei dem als Novum eine Clavioline, ein Vorläufer des Synthesizers, zum Einsatz kam.
Es folgte ein Plattenvertrag mit Decca Records und die Gründung eines 40 Personen starken Orchesters mit einem großen Streichersatz. Seine erste Aufnahme bei Decca, Charlie Chaplins Titelmelodie für dessen Film Limelight, gewann eine Goldene Schallplatte in den USA und in UK, erreichte Platz 2 in den UK Top 40 und brachte ihm den NME Award als "Schallplatte des Jahres".
Frank Chacksfield and his Orchestra wurde eines der bekanntesten Orchester Großbritanniens und verkauft mehr als 20 Millionen Alben weltweit. Es spielte vor allem leichte Unterhaltungsmusik, Balladen, Walzer und Filmmelodien. 1954 begründete Chacksfield zudem eine BBC-Serie die bis in die frühen 1960er Jahre fortgesetzt wurde. 1957 war er verantwortlich für die musikalische Gestaltung der ersten Beteiligung Großbritanniens beim Eurovision Song Contest mit All von Patricia Bredin.
Bis in die 1990er machte er Aufnahmen mit seinem Orchester für die BBC, veröffentlichte Platten und vertrieb seine Aufnahmen auch kommerziell als Hintergrundmusik für Warenhäuser und Aufzüge. Sein letztes Album Thanks for the Memories (Academy Award Winners 1934–1955) wurde 1991 veröffentlicht.
Chacksfield starb 1995 in Kent, nachdem er mehrere Jahre an der Parkinson-Krankheit gelitten hatte.

## Diskografie

### Alben
- Ebb Tide, London LL 1408
- Velvet, London LL 1443
- Evening in Paris, Decca LK 4081
- Evening in Rome, Decca LK 4095
- The Music of George Gershwin, Decca LK 4113
- If I Had a Talking Picture of You, Decca LK 4135
- South Sea Island Magic, Decca LK 4174
- Opera’s Golden Moments, London Phase 4 21092
- The New Ebb Tide, London Phase 4 44053
- Globe-Trotting, London Phase 4 SP 44059
- The New Limelight, London Phase 4 SP 44066
- Hawaii, London Phase 4 SP 44087
- Foreign Film Festival, London Phase 4 SP 44112
- New York, London Phase 4 SP 44141
- Beatles Songbook, London Phase 4 44142
- Simon & Garfunkel & Jimmy Webb, London Phase 4 44151
- Plays Bacharach, London Phase 4 44158
- Plays Ebb Tide And Other Million Sellers, London Phase 4 44168
- Chacksfield Plays Rodgers & Hart, London Phase 4 SP 44223
- The Glory That Was Gershwin, London Phase 4 44254
- TV’s Golden Hits, Compleat Records 671020-1

### Singles
- 1953: Little Red Monkey, Parlophone R3658
- 1953: Terry’s Theme from 'Limelight'", Decca F10106
- 1954: Ebb Tide, Decca F10122
- 1956: In Old Lisbon, Decca F19689
- 1956: Port Au Prince (with Winifred Atwell), Decca F10727
- 1956: Donkey Cart, Decca F10743
- 1960: On The Beach, (US) London 1901